# V Cephei
Désignations
V Cephei (abrégée en V Cep), et autrement désignée HD 224309, est une étoile blanche de la séquence principale se situant dans la constellation boréale de Céphée. Sa magnitude apparente est de 6,57, ce qui la place vers la limite de la visibilité à l'œil nu. D'après la mesure de sa parallaxe annuelle par le satellite Gaia, l'étoile est distante d'environ ∼ 292 a.l. (∼ 89,5 pc) de la Terre. Elle s'en rapproche à une vitesse radiale héliocentrique de −19 km/s.
V Cephei a été suspectée d'être variable par l'astronome américain Seth Carlo Chandler, notant en 1890 qu'elle semblait varier de 0,7 magnitude mais qu'il était nécessaire de confirmer ces relevés. Les observateurs ultérieurs sont restés divisés selon s'ils remarquaient une variabilité ou non. Cependant, une étude plus récente utilisant la photométrie photoélectrique n'a pas démontré de variabilité.
V Cephei est une étoile blanche de la séquence principale de type spectral A1V et d'une température de surface de 9 004 K. Sa masse est estimée être 2,44 fois supérieure à celle du Soleil avec un âge donné de 373 millions d'années. Son rayon est 1,7 fois plus grand que le rayon solaire et elle est 17 fois plus lumineuse que le Soleil. L'étoile tourne rapidement sur elle-même, à une vitesse de rotation projetée de 147 km/s.